# アメリカの災難
『アメリカの災難』（FLIRTING WITH DISASTER）は、デヴィッド・O・ラッセル監督による1996年のアメリカ合衆国のコメディ映画、ロードムービーである。ミラマックス製作。

## あらすじ
結婚して４ヶ月の息子がいる主人公は、養子で育ったため、実の親に会うことで自分のアイデンティティを追求しようとする。ようやく「母親」を訪ねたが、同行している養子斡旋協会職員の手違いで、それは別人であった。以降も一行を不幸が遅い、また、登場する親は変人ばかりだった。

## キャスト
※括弧内は日本語吹替
- メル・コプリン - ベン・スティラー（檀臣幸）： 主人公
- ナンシー・コプリン - パトリシア・アークエット（松本梨香）： メルの妻
- ティナ・カルプ - ティア・レオーニ（高島雅羅）： 養子斡旋協会職員
- パール・コプリン - メアリー・タイラー・ムーア（此島愛子）： メルの養母
- エド・コプリン - ジョージ・シーガル（塚田正昭）： メルの養父
- リチャード - アラン・アルダ（納谷六朗）： メルの実父
- メアリー - リリー・トムリン（沢田敏子）： メルの実母
- ポール・ハーモン - リチャード・ジェンキンス（大川透）： FBI捜査官
- トニー・ケント - ジョシュ・ブローリン（松本保典）： メアリーの元交際者
- ヴァレリー - セリア・ウェストン： メルの実母と間違われた女性
- ロニー - グレン・フィッツジェラルド： リチャードとメアリーの息子
- ジェーン - ベス・スターン
- フリッツブー・ドロー - デビッド・パトリック・ケリー
- ナディア・ダジャーニジル
- コプリン - ケビン・タニーとライアン・タニー・ガルシア

日本語吹替はアミューズソフトエンタテインメントから発売されたVHSに収録されているのみで、後にワーナー・ホーム・ビデオから発売されたDVD・Blu-rayには収録されていない。

## スタッフ
- 監督：デヴィッド・O・ラッセル
- 製作：ディーン・シルヴァース
- 製作総指揮：ボブ・ワインスタイン、ハーヴェイ・ワインスタイン
- 脚本：デヴィッド・O・ラッセル
- 撮影：エリック・アラン・エドワーズ
- 音楽：スティーヴン・エンデルマン

## 評価
レビュー・アグリゲーターのRotten Tomatoesでは55件のレビューで支持率は87%、平均点は7.50/10となった。Metacriticでは16件のレビューを基に加重平均値が81/100となった。